# Mónica Graciela Luna Sayos
Mónica Graciela Luna Sayos (Buenos Aires, julio de 1955) es una cineasta argentina, nacionalizada mexicana. Productora y asistente de dirección de la teleserie Socavón, hablada en quechua y español, una coproducción universitaria de México-Bolivia, ganadora del Premio Coral a la Mejor teleserie de la XII Edición del Festival Internacional de Nuevo Cine Latinoamericano de La Habana, Cuba en 1990.

## Biografía
Su nacimiento se da a un mes del bombardeo en Plaza de Mayo y a dos meses del golpe de Estado que derrocó al entonces presidente Juan Domingo Perón. En 1972 ingresa a la carrera de Arquitectura en la Facultad de Arquitectura y Urbanismo de la Universidad de Buenos Aires, en 1976 cuando se ve forzada a dejar sus estudios y familia, para salir del país frente al creciente estado de violencia que terminó en el estallido de un nuevo golpe de Estado militar. Reside en el estado de Sonora desde 1980 a donde llegó desde Argentina después de recorrer por tierra trece países de América Latina en un viaje de investigación y estudios. 
Fue profesora de cine en instituciones de educación superior de Sonora y promotora de la cultura del cine y el audiovisual tanto en la formación de realizadores, como de los públicos en el terreno de la apreciación del lenguaje cinematográfico. Curadora de más de cien ciclos de cine, y estando a cargo del departamento de proyectos cinematográficos del Instituto Sonorense de Cultura fundó y dirigió el Primer Festival de Cine en el Desierto (2010). De 2019 a 2025 fue titular de la Dirección de Vinculación Regional y Comunitaria del Instituto Mexicano de Cinematografía (IMCINE).

## Trayectoria
Es licenciada en Cinematografía por Centro de Capacitación Cinematográfica. Tiene estudios en Educación Artística y Arquitectura, Diseño y Urbanismo.
Realizó el cortometraje A sol pleno, una antología poética de Sonora y Arizona (México, 1997) en la cual tuvo la responsabilidad del guion, edición y dirección de la misma; una obra que basada en poemas de autores sonorenses y arizonenses.
En 1999 se desempeñó como asistente personal del cineasta y director de teatro chicano Luis Valdez, para la realización de la investigación en el proyecto de obra teatral y proyecto cinematográfico Venado momificado (The Mummified Deer, EE. UU.-México, 2000).
Siguiendo con su trabajo en cortometrajes, también cuenta con la dirección, guion y edición de I y II Fundación del Pitic, de Centro Histórico de Hermosillo; trabajo en el guion y dirección de Cantar la piel, un cortometraje sobre la poeta Laura Delia Quintero; dentro de esta categoría tuvo la codirección, fotografía, guion y edición del cortometraje Reconstrucciones, una videodanza codirigida con Juan Amparano, video ganador del premio Mención Honorífica Especial del Jurado por video original de la Mejor coreografía de Sonora.
Como productora, tuvo a su cargo la Teleserie Socavón de trece capítulos de 50 minutos de duración cada uno, hablada en quechua y en español, ganadora del Premio Coral a la Mejor teleserie del XII Festival Internacional del Nuevo Cine Latinoamericano, Televisión y Video, La Habana, Cuba. 1990. Esta teleserie fue rodada en los valles de Cochabamba y en el altiplano, en la mina de estaño siglo XX de Oruro, a 5000 metros de altura, y en ella tuvo la responsabilidad del construcción del guion, una adaptación de la novela Socavones de angustia de Fernando Ramírez Velarde teniendo también a su cargo la producción ejecutiva, el reparto, así como la asistencia a su director y guionista Ricardo Ribeiro Lara.
Codirigió dos cortometrajes con el arquitecto y artista visual Juan Amparano: Reconstrucciones, video danza ganadora de la mención especial del jurado del Concurso de Coreografía de Sonora en 2002, y Estudio para un retrato, intrigando a Francis Bacon en 2000.
Realizó un documental sobre la vida y obra del poeta Abigael Bohórquez, La insumisa transparencia  (México, 2005) siendo ella la directora, guionista y editora del mismo.
Vivir y trabajar para el cine en Sonora la acercó a la tribu Yaqui, de quienes escribió y dirigió, con la asesoría de la doctora en Etnohistoria Raquel Padilla Ramos, un documental que lleva por título Bacatete, donde se oye la guerra; ganadora de la V Convocatoria de apoyo a producción independiente de Canal 22, y además reconocida con la mención especial José Benítez Muro, del Festival Pantalla de Cristal en 2010. El documental forma parte del acervo audiovisual de la Biblioteca de la Universidad de Bonn, Departamento de Antropología de las Américas, para uso exclusivo en consulta de docentes e investigadores.
Ha escrito y dirigido varios cortometrajes de ficción y documental, y los documentales La Insumisa transparencia y Bacatete, donde se oye la guerra , producción de Canal 22, ganadora de la Mención Especial Juan Benítez Muro del Festival Pantalla de Cristal en 2010.

### Publicaciones
Ha publicado ensayos sobre cortometraje documental y la imagen de la mujer en el cine, la Revolución Mexicana en el cine, el libro Memorias del cine en Hermosillo (en coautoría con Dr. José Abril Valdez); así como diversos artículos en las revistas Voces del Desierto, Náhuatl, La Onda, Proceso, Perfiles y Arte Néctar.

### Festivales
Ha sido ponente en diversos festivales y eventos como Festival Internacional para una Cultura de Paz, Humano Film Festival, Festival Internacional del Cine de Monterrey, Festival de cine de Tamatán, Coloquio Virtual de Cine de la Universidad Iberoamericana, Primer Encuentro Nacional de Espacios Alternativos de Exhibición Cinematográfica en el marco de X Encuentro Hispanoamericano de Cine y Video Documental Independiente (IMCINE 2018), entre muchos otros.
También se ha desempeñado como jurado en diversos concursos y convocatorias, como:
- Comité Técnico Fondo Ambulante/Netflix
- Premio Sonora a la Cultura y las Artes
- Festival Internacional de Cine Documental
- Concurso Transparencia en corto
- Eficine Producción. IMCINE.[15][16]

## Reconocimientos
- 2010. Mención especial José Benítez Muro, Festival Pantalla de Cristal, por el documental Bacatete, donde se oye la guerra (Canal 22, México, 2010). Divulgación de la diversidad cultural de México y registro de tradiciones del Pueblo
- 2009. Premio Nacional V Convocatoria de apoyo a producción independiente de Canal 22, por el proyecto documental Bacatete, donde se oye la guerra
- 2003. Premio Educación para el arte convocado por CENART-INBA-CONACULTA, Talleres de cine. 2002. Mención especial del Jurado por aporte original (video danza) en la coreografía Reconstrucciones del coreógrafo y bailarín Hugo Carrera, ganadora del Premio Estatal del Concurso Estatal de Coreografía
- 2001. Premio Consejo Estatal para la Cultura y las Artes de Sonora. Proyecto: Sonora y los otros
- 1990. Premio Coral a la Mejor Teleserie en el 12º Festival Internacional de Nuevo Cine Latinoamericano de La Habana, Cuba, por la Teleserie Socavón, coproducción universitaria Bolivia-México. Productora ejecutiva y asistente de dirección.[10][11]